# ألوان (جلفا)
الوان هي قرية في مقاطعة جلفا، إيران. يقدر عدد سكانها بـ 63 نسمة بحسب إحصاء 2016.